# NGC 7741
NGC 7741 este o galaxie spirală situată în constelația Pegas. A fost descoperită în 10 septembrie 1784 de către William Herschel. Se află la o distanță de 13,68 megaparseci de Pământ.